# Bauro jezik
Bauro jezik (ISO 639-3: bxa), austronezijski jezik san cristobalske podskupine, kojim govori oko 4 980 ljudi (1999 SIL) na središnjem dijelu otoka Makira (San Cristobal) u Solomonskim otocima.
Postoji više dijalekata: haununu (hauhunu), bauro rawo (ravo).

## Vanjske poveznice
- Ethnologue (14th)
- Ethnologue (15th)